# Essenpokzwammetje
Het essenpokzwammetje (Tympanopsis confertula) is een schimmel behorend tot de familie Scortechiniaceae. Het leeft saprotroof op dode takken van de es (Fraxinus excelsior).

## Kenmerken
Ascomata zijn 300 tot 500 µm in diameter. Asci zijn 8-sporig en meten 25-35 × 9-15 µm. De ascosporen zijn eivormig tot ellipsvormig, glad en meten (7,5-) 8-10 × 3-4,5 µm.

## Verspreiding
In Nederland komt het essenpokzwammetje vrij zeldzaam voor. Het staat niet op de rode lijst en is niet bedreigd.